# Teatro Follies Bergere
El teatro Follies Bergere fue un teatro de la Ciudad de México, que se ubicaba en las inmediaciones de la Plaza Garibaldi, al norte del Centro Histórico de la Ciudad de México. Fue un sitio popular en la revista de variedades, el género cómico y en el llamado teatro de carpas. Artistas notables como Cantinflas, Agustín Lara o Toña la Negra realizaron temporadas en este recinto.
Fue inaugurado el 15 de octubre de 1936 por el empresario de teatro de carpas José Furstemberg, mientras administraba una carpa llamada Salón Mayab. Le fue ofrecido el local del Teatro Garibaldi, en la plaza del mismo nombre, y este invirtió para remodelarlo y ponerlo en marcha bajo el nombre de Follies Bergere, en alusión al legendario recinto parisino Folies Bergere.
En los años 50 era citado como uno de los principales recintos de la capital mexicana en el teatro de revista, junto al Teatro Tívoli, el Salón Principal y el teatro Margo, a la postre Blanquita. Cerró en 1960. 
Fue demolido a partir del 8 de diciembre de 1972 como parte de las obras del Eje Central Lázaro Cárdenas y de la ampliación de la Plaza Garibaldi. Tras esa demolición, se construyó en la plaza un Nuevo Teatro Garibaldi y otro local tomó el nombre de Nuevo Follies o Nuevo Folis, sin relacionarse directamente al teatro original.